# Valerie Viehoff
Valerie Viehoff (* 16. Februar 1976 in Bonn) ist eine ehemalige deutsche Ruderin, die 2000 eine olympische Silbermedaille gewann.
Valerie Viehoff startete für den Siegburger Ruderverein. Die Leichtgewichts-Ruderin gewann 1994 bei den Junioren-Weltmeisterschaften im Doppelvierer der offenen Gewichtsklasse. 1997 und 2002 war sie Deutsche Meisterin im Einer, 2000 siegte sie zusammen mit Claudia Blasberg im Doppelzweier.
Bei der Weltmeisterschaft 1998 in Köln siegte sie zusammen mit Anna Kleinz, Christine Morawitz und Nicole Faust im Doppelvierer, womit Morawietz und Faust ihren Titel aus dem Vorjahr verteidigen konnten. 1999 trat Valerie Viehoff bei der Weltmeisterschaft im Einer an und belegte den vierten Platz. Für die Olympischen Spiele 2000 wechselte sie in den Doppelzweier zu Claudia Blasberg, die einzige olympische Bootsklasse für Leichtgewichtsskullerinnen. Hinter den Rumäninnen Constanța Burcică und Angela Alupei gewannen Blasberg und Viehoff die Silbermedaille.
Für den Gewinn der Silbermedaille erhielt sie am 2. Februar 2001 das Silberne Lorbeerblatt.
Viehoff ist promovierte Geographin und war als wissenschaftliche Mitarbeiterin am Geographischen Institut der Universität Bonn tätig.